# EarthBound Beginnings
EarthBound Beginnings, изначально вышедшая в Японии под названием Mother (яп. マザー мадза:, англ. Мать) — японская ролевая игра, разработанная студией Ape и изданная Nintendo для игровой приставки Famicom, первая в серии игр EarthBound. В Японии игра вышла 27 июля 1989 года. Игру планировали издать также и в Америке, однако локализацию отменили в самый последний момент, сочтя её коммерчески невыгодной. Фанаты серии нашли картридж-прототип с уже готовым для локализации переводом и выложили игру в Интернет под неофициальным названием EarthBound Zero. В конечном итоге Mother выпустили на Западе через 26 лет после её выхода в Японии под названием EarthBound Beginnings для консоли Wii U посредством сервиса Virtual Console. Кроме того, Mother вышла в сборнике Mother 1+2, изданном только в Японии эксклюзивно для портативной игровой системы Game Boy Advance в 2004 году.
Игровой процесс, будучи навеянным геймплеем серии игр Dragon Quest, является типичным для японских ролевых игр, однако действие EarthBound Beginnings разворачивается не в фэнтези-сеттинге, а в альтернативных Соединённых Штатах Америки 80-х годов XX века с элементами фантастики. Вместо стандартных для ролевых игр подземелий и замков герои путешествуют по современным городам и фабрикам, в качестве замены магии выступили псионические способности наподобие телепатии и пирокинеза. Оружием же героям служат не мечи и луки, а бейсбольные биты и рогатки. Главным героем является мальчик по имени Нинтен (англ. Ninten), владеющий псионическими способностями. Он странствует по игровому миру, сражается с противниками и выполняет различные задания. В конечном счёте ему предстоит разгадать тайну исследований своего прадедушки и спасти мир от инопланетного вторжения. У игры вышло два официальных продолжения: EarthBound для Super Nintendo Entertainment System, увидевшая свет в 1994 году в Японии под названием Mother 2, и Mother 3 для Game Boy Advance, изданная в 2006 году, но так и не вышедшая за пределами Японии.
Критики отмечали сходства игры с серией Dragon Quest, а также то, что EarthBound Beginnings постоянно пародирует и высмеивает штампы, характерные для японских ролевых игр. Кроме того, они сочли, что во второй части серии, EarthBound, геймплейные идеи реализованы значительно лучше, чем в первой. В качестве недостатков часто указывалась высокая сложность игры и плохой баланс. Всего в Японии было продано более 150 000 копий игры, из-за чего японский игровой журнал Famitsu включил её в «Серебряный зал славы». Журналист игрового сайта 1UP.com Джереми Пэриш писал, что именно эта игра вызвала интерес к эмуляции игровых консолей, а также к поиску и сохранению невыпущенных игр.

## Игровой процесс

Нинтен исследует игровой мир и общается с неигровым персонажем

Игровой процесс EarthBound Beginnings стандартен для японских ролевых игр своего времени. Суть игрового процесса остаётся такой же: игрок управляет отрядом из трёх героев, путешествует по миру, общается с неигровыми персонажами, выполняет различного рода задания. Во время исследования мира игрок открывает меню, в котором он может просмотреть инвентарь, характеристики и, при наличии, пси-способности каждого из персонажей в группе, а также настроить управление. Чтобы взаимодействовать с окружающим миром, нужно выбрать одну из команд «Осмотреть» (англ. Check) или «Говорить» (англ. Talk): при выборе этих команд Нинтен, соответственно, проверит клетку перед собой или поговорит с неигровым персонажем, расположенным перед ним. EarthBound Beginnings выделяется среди японских ролевых игр восьмидесятых годов тем, что игровой мир представляет собой не череду разрозненных локаций, между которыми можно путешествовать по схематичной карте мира, а совокупность взаимосвязанных мест с бесшовным переходом (наподобие того, как это реализовано в играх серии Pokémon).

Боевая система EarthBound Beginnings

Как и в серии игр Dragon Quest, битвы с врагами начинаются в ходе случайных встреч. Игрок исследует мир в режиме путешествия с видом сверху, и иногда на него могут напасть различного рода противники. Бой проходит в пошаговом режиме. Во время боя перед игроком высвечивается меню, где он может выбрать действия героев: атаковать противника оружием, использовать псионические способности, применить предмет из инвентаря (у каждого героя свой собственный инвентарь), проверить характеристики противника либо же попытаться сбежать из боя, причём последнее действие невозможно, если битва обусловлена сюжетом. С помощью пси-способностей можно либо атаковать или ослабить противника, либо лечить и усиливать героев. У каждого персонажа и у каждого противника есть очки здоровья (англ. health points, HP), которые уменьшаются при получении урона. Если у всех героев они закончатся, то игра будет считаться проигранной, и игроку придётся начать снова с момента перед битвой. Враг тоже считается побеждённым, если у него заканчиваются все очки здоровья. На применение псионических способностей также расходуются очки псионики (англ. PSI points, PP). Помимо этого, есть возможность перевести битву в автоматический режим. В этом случае члены отряда будут выполнять действия самостоятельно, без участия игрока. После победы над врагом герои получают очки опыта. При получении определённого количества опыта у героя повышается уровень, а вместе с ним и характеристики персонажа. Кроме того, за победы на банковский счёт Нинтена начисляются деньги, на которые можно купить различные игровые предметы. Деньги необходимо снимать у терминалов, используя банковскую карточку Нинтена. В качестве точек для сохранения игры выступают телефоны, посредством которых Нинтен может позвонить своему отцу и попросить сохранить текущее состояние.

## Сюжет
Игра начинается с рассказа о паре молодожёнов, живших в американской глубинке. Мужа звали Джордж, а жену — Мария. Оба они бесследно исчезли в первом десятилетии XX века. Через два года Джордж появился так же внезапно, как и пропал. Он так никому и не рассказал, где он всё это время был, и углубился в свои загадочные исследования. 80 лет спустя правнук Джорджа, 12-летний мальчик по имени Нинтен, обнаруживает, что домашняя утварь нападает на его семью. Поговорив с отцом по телефону, Нинтен выясняет, что это было паранормальное явление и что его прадед, Джордж, изучал такого рода феномены, равно как и псионические способности. Отец просит Нинтена отправиться в путешествие, чтобы расследовать причину этих событий, которые, как потом выяснится по сюжету, окажутся делом рук инопланетной расы, планирующей вторгнуться на Землю.
Через некоторое время после начала путешествия Нинтен оказывается в параллельном мире под названием Магикант. Королева Магиканта Мэри просит Нинтена найти восемь мелодий и сыграть их для неё. Вернувшись в свой мир, Нинтен заводит дружбу с мальчиком-«ботаником» по имени Ллойд, который подвергался насмешкам в школе. Вместе они идут в город Сноумэн, чтобы доставить потерянную шляпу девочке-псионику по имени Ана. Ана рассказывает Нинтену, что видела его ранее во сне, и отправляется в путешествие с ним и Ллойдом с целью отыскать свою исчезнувшую мать.
Собрав большую часть мелодий, Нинтен заходит в караоке-бар и там ввязывается в конфликт с Тедди, главарём местной шайки. Потерпев поражение от Нинтена, Тедди впоследствии присоединяется к нему, чтобы отомстить за родителей, убитых на горе Итои, и заменяет Ллойда в команде под предлогом, что Ллойд слишком слаб. В домике у подножия горы Итои Ана зовёт к себе Нинтена и просит его всегда быть с ней. Двое танцуют и влюбляются в друг друга. Когда герои хотят уйти, на них нападает огромный робот, который с лёгкостью их побеждает. Ллойд приезжает на танке и уничтожает робота, но Тедди оказывается смертельно ранен, и Ллойд возвращается в команду. После этого они садятся на лодку и плывут по озеру Итои, но попадают в водоворот, а через него — в подводную лабораторию. Там они встречают робота «ЕВА» (англ. EVE), который утверждает, что его создал Джордж для того, чтобы защитить Нинтена. Лабораторию затопляет, и робот помогает им выбраться. Выйдя, герои обнаруживают множество пленных, среди них — мать Аны. Чтобы их освободить, героям нужно уничтожить Главный корабль. Появляется другой робот, улучшенная версия того, которого уничтожил Ллойд, и нападает на героев, но ЕВА жертвует собой и оставляет последнюю мелодию. Узнав все восемь мелодий, Нинтен и его друзья оказываются в Магиканте. Нинтен напевает королеве восемь мелодий, и она вспоминает о Гийгасе (англ. Giygas), инопланетянине, о котором она заботилась, как о собственном ребёнке. Также оказывается, что королева Мэри — не кто иная, как Мария, жена Джорджа и прабабушка Нинтена. Она исчезает, а вслед за ней и Магикант, миражный мир, порождённый её сознанием.
Друзья оказываются на вершине горы Итои, где они находят могилу Джорджа. Пещера горы Итои завалена камнями, но сила Марии уничтожает их, и герои проникают внутрь. В пещере они видят Главный корабль и прозрачный сосуд, заполненный жидкостью, в котором находится Гийгас. Гийгас признаётся Нинтену, что благодарен его прадедушке и прабабушке, Джорджу и Марии, за то, что те его вырастили, будучи похищенными инопланетянами, однако разъясняет, что Джордж сбежал от инопланетян на Землю с важнейшей для них информацией — знаниями о пси-способностях. Инопланетяне сочли побег Джорджа предательством и решили уничтожить человечество, причём уничтожение поручили самому Гийгасу. Нинтен же постоянно мешал Гийгасу в исполнении плана. Гийгас предлагает пощадить Нинтена единственным из всего человечества, но тот отказывается. Тогда Гийгас пытается усыпить Нинтена, но Нинтен, Ана и Ллойд начинают напевать восемь мелодий Марии. Гийгаса переполняют эмоции, поскольку эти восемь мелодий — это колыбельная, которую Мария пела ему в детстве, и он не может причинить детям никакого вреда. Осознав, что он проиграл, Гийгас улетает на корабле в космос, но напоследок говорит Нинтену, что они ещё встретятся.
В западной версии игры и в её последующих переизданиях концовка была несколько расширена, и в ней подробнее указана дальнейшая судьба героев. В обновлённой концовке пояснено, что взрослые, захваченные инопланетянами, были успешно спасены, а пути главных героев разошлись: Ллойд вернулся к себе в школу, где его встретили как героя, Тедди оправляется от ранения и устраивается на работу в караоке-баре, а Ана получает письмо от Нинтена, который вернулся домой и отдыхает после тяжких испытаний. В этой концовке в титрах показаны изображения всех персонажей игры, что стало впоследствии своего рода традицией в серии Mother, кроме того, добавлена сцена после титров, где отец звонит Нинтену и пытается ему сообщить что-то срочное (что рассматривается как явный задел на продолжение).

## История разработки
EarthBound Beginnings разработана студией Ape и издана Nintendo. Идея игры зародилась, когда копирайтер Сигэсато Итои зашёл в офис Nintendo по делам. Встретившись с геймдизайнером Nintendo Сигэру Миямото, Итои предложил ему разработать ролевую игру, действие которой разворачивается в современном мире. Итои считал, что мир игры будет уникальным, поскольку антураж современности с виду несочетаем с правилами ролевых игр: в повседневной жизни отсутствует магия, а настоящее оружие для борьбы с врагами просто не дадут использовать детям. Основным замыслом Итои было превратить эти ограничения в характерную особенность игры. Миямото одобрил идею, но засомневался, сможет ли Итои справиться с её реализацией. Будучи по профессии специалистом по рекламе, Итои привык к тому, что утверждение концепции проводится перед набором кадров, но Миямото разуверил его в этом, объяснив, что при разработке концепции игр требуется уже собранная команда. В тот момент Итои, по его словам, почувствовал себя беспомощным.
Миямото, в свою очередь, также неохотно начинал работать с Итои: в то время для раскрутки игр часто привлекали знаменитостей, а Миямото не хотел, чтобы игра стала популярной лишь благодаря тому, что в её разработке участвовал уже известный на тот момент Итои. Встретившись с Итои, Миямото передал ему концепт-документ для текстового квеста и поручил написать подобный документ для EarthBound Beginnings. Миямото рассказывал, что, как показывал его собственный опыт, качество игры зависит от того, сколько усилий вложит в неё Итои, а тот не мог полностью на ней сосредоточиться из-за своей основной работы, поэтому Итои уменьшил свою ставку и разгрузил свой график работы над игрой, а команду собирал Миямото. После сбора команды разработка началась в городе Итикава в префектуре Тиба. Игра была названа в честь песни Джона Леннона «Mother», которая, по словам Итои, растрогала его до слёз, когда он впервые её услышал. Итои хотел, чтобы рабочая обстановка была подобна кружку по интересам, состоящему из добровольцев, и Миямото попытался обеспечить данные условия. Итои писал сценарий для игры и периодически ездил к своей команде из Токио. По его воспоминаниям, это было весьма утомительно. Когда Миямото попросил Итои уделять больше времени разработке игры, сотрудники раскритиковали его за то, что он привлёк к работе копирайтера и слишком многое ему позволял. Миямото же ответил, что сделал так, потому что верил в успех Итои. Mother вышла 27 июля 1989 года для игровой консоли Famicom.

## Музыка
Музыку к игре написали композиторы Кэйити Судзуки и Хирокадзу Танака. Танака ранее работал над другими проектами Nintendo, Super Mario Land и Metroid, а Судзуки работал во множестве разных жанров и играл в различных музыкальных коллективах. Приставка Famicom была способна воспроизводить только три ноты одновременно, что серьёзно ограничивало возможности Судзуки, который не смог воплотить то, что задумал изначально.
Помимо этого, был записан альбом из одиннадцати треков, основанных на музыке из игры. Запись проходила в Токио, Лондоне и Бате. Альбом увидел свет 21 августа 1989 года. На нём содержались оркестровые аранжировки музыки из игры с вокалом на английском языке. Последний трек на альбоме восьмибитный. Некоторые музыкальные темы из первой игры серии можно услышать как во второй, так и в третьей. Обозреватель RPGFan сравнил слова песен с творчеством The Beatles и заглавными темами детских телепередач. Слова песен он назвал «глуповатыми и банальными», но при этом похвалил простоту текста песни «Eight Melodies», а также «причудливую и чудесную» тему Магиканта.
| №   | Название                       | Музыка           | Исполнитель                         | Длительность |
| --- | ------------------------------ | ---------------- | ----------------------------------- | ------------ |
| 1.  | «Pollyanna (I Believe in You)» | Кэйити Судзуки   | Кэтрин Варвик                       | 3:42         |
| 2.  | «Bein' Friends»                | Судзуки          | Кэтрин Варвик, Джереми Холланд-Смит | 5:13         |
| 3.  | «The Paradise Line»            | Судзуки          | Джеб Миллион                        | 3:44         |
| 4.  | «Magicant»                     | Хирокадзу Танака |                                     | 4:21         |
| 5.  | «Wisdom of the World»          | Судзуки          | Кэтрин Варвик                       | 4:42         |
| 6.  | «Flying Man»                   | Судзуки          | Луис Филлип                         | 4:49         |
| 7.  | «Snow Man»                     | Судзуки, Танака  |                                     | 3:51         |
| 8.  | «All That I Needed (Was You)»  | Судзуки          | Джереми Бадд                        | 4:43         |
| 9.  | «Fallin' Love, and»            | Танака           |                                     | 6:18         |
| 10. | «Eight Melodies»               | Судзуки, Танака  | Хор церкви святого Павла            | 5:46         |
| 11. | «The World of MOTHER»          | Судзуки, Танака  |                                     | 16:32        |

## Выход на Западе
Изначально игра планировалась к выпуску на английском языке в США под названием Earth Bound, но локализацию отменили в 1991 году, несмотря на то, что перевод игры был практически завершён и готов к изданию. В качестве причин отмены были названы размер игры, который требовал много места и делал выпуск картриджей затратнее, а также то, что на замену Nintendo Entertainment System вот-вот должна была выйти Super Nintendo Entertainment System. Во время локализации Nintendo of America провела значительную работу по адаптации и цензурированию, в частности, были убраны намёки на насилие и шутки на сексуальную тематику, переименованы города и локации (к примеру, гора Холи-Лоли стала горой Итои), частично перерисована графика и переписаны диалоги. Помимо этого, был расширен непосредственно контент самой игры: немного изменён интерфейс, добавлена возможность бега в режиме исследования мира с помощью зажатой кнопки «B» на геймпаде, а также расширена концовка. До того, как локализацию Mother отменили на Западе, игру планировалось издать с 80-страничным путеводителем, а также были планы на издание саундтрека. Кроме того, реклама игры успела появиться в журнале Nintendo Power.
В 1998 году был обнаружен картридж-прототип с практически завершённой локализацией Mother. Картридж выкупили энтузиасты на аукционе, сняли его ROM и выложили его в Интернет. Для того, чтобы убрать несостыковки с нумерацией (Mother изначально планировалась к изданию под названием EarthBound, под которым впоследствии на Западе издали Mother 2), при публикации в Интернете заменили название игры на EarthBound Zero, под которым она стала неофициально известной. Хотя Mother так и не была опубликована на Западе вплоть до 2015 года, случай с игрой навёл Nintendo на мысль, что следует разрабатывать игры с оглядкой на международную аудиторию. В интервью сайту LostLevels.org директор по локализации Mother Фил Сэндхоп вспоминал, что неудача с выпуском открыла глаза Nintendo, и с тех пор японское подразделение стало плотнее работать с американским. Кроме того, японские разработчики решили воздерживаться от добавления в игры тех аспектов, которые могли принять не в каждой стране.
14 июня 2015 года перед Nintendo World Championships компания выпустила Mother под названием EarthBound Beginnings на Virtual Console для Wii U в Северной Америке и Европе. Эта версия стала первой официальной Mother с переводом на английский язык.

## Восприятие и значимость
| Иноязычные издания | Иноязычные издания |
| Издание            | Оценка             |
| ------------------ | ------------------ |
| Famitsu            | 31/40              |
| IGN                | 6,5/10             |
| RPGFan             | 75 %               |
| RPGamer            | 4,0/5              |
| Yuugii             | «Рекомендовано»    |

Критики отмечали сходство игры с серией Dragon Quest и постоянное высмеивание шаблонов жанра японских ролевых игр. Часто высказывалось мнение, что сиквел EarthBound Beginnings, EarthBound, демонстрирует точно такие же геймплейные идеи, что и прошлая игра, но значительно лучше реализованные. Игра запомнилась рецензентам высокой сложностью и проблемами с балансом. Всего было продано 150 000 картриджей с игрой. Mother попала в «Серебряный зал славы» журнала Famitsu с оценкой в 31/40. Редакция Famitsu указала, что, принимая во внимание все достоинства и изъяны игры, это весьма «сильная» работа. В качестве изъяна была указана временами слабая «направленность» сюжета, среди достоинств же редакция указала музыкальное сопровождение. Японское издание Yuugii отмечает, что игра отлично показывает мир глазами 12-летнего мальчика и, по словам обозревателя, «заставляет искренне хотеть, чтобы она не заканчивалась».
Джереми Пэриш из USgamer отметил в игре лёгкое пародирование («на грани сатиры и пастиша») жанра ролевых игр в целом и в особенности линейки Dragon Quest. Он указывал, что Mother, подобно прочим японским ролевым играм, подражает стилю Dragon Quest (это выражалось в интерфейсе, основанном на окнах, виде от первого лица в бою и в общем графическом оформлении), но отличается своим сеттингом. Пэриш отмечал, что в Digital Devil Story: Megami Tensei 1987 года компании Atlus действие тоже происходит в наши дни, но впоследствии условная современность сеттинга быстро превращается в населённый всевозможными демонами мир, где смешаны приёмы научной фантастики и фэнтези, тогда как создатели Mother сумели этого избежать. Рецензент также писал, что в игре «присутствуют ощущение чудес и магический реализм, естественные в контексте детского воображения», поэтому Нинтен может восприниматься и как обычный ребёнок, играющий в героя в духе серии Dragon Quest, а не как настоящий герой. Пэриш добавил, что эта тема впоследствии была развита в таких играх, как Costume Quest и South Park: The Stick of Truth.
Кассандра Рамос, рецензент RPGamer, похвалила графику и музыкальное сопровождение и сочла Mother одной из лучших игр на консоли из-за «богатого […] отлично детализированного» визуального оформления, персонажей в духе комикса Peanuts и «простых, но эффектных» звуковых эффектов. В то же время ей показалось, что бои ничем не примечательны и являются наиболее слабым аспектом игры. В конце рецензии она написала, что Mother на удивление сложна для своего времени, а её сюжет оказался лучше (но не таким «безумным»), как её продолжение. Рамос настоятельно рекомендовала игру фанатам EarthBound.
Пэриш высоко оценил художественное видение Итои и сравнил его игру с творчеством американского автора Гаррисона Кейллора. По мнению Пэриша, мастерство Итои как писателя и копирайтера сыграло ему на руку при разработке 8-битной ролевой игры, где было множество технических ограничений, и именно поэтому Mother была на порядок выше других игр того времени, сценарии которых писали непрофессионалы. Было высказано предположение, что отмена англоязычной локализации косвенным образом поспособствовала популяризации продолжения игры. Рецензент IGN Джаред Пэтти похвалил EarthBound Beginnings за атмосферу, диалоги и оригинальную идею, однако резко раскритиковал игру за устаревший игровой процесс и «раздражающе частые» случайные встречи.
Хотя Пэриш и решил, что сценарий Mother так же остроумен, как и в EarthBound, ему показалось, что игровая механика первой игры выглядит намного хуже, чем во второй. В Mother нет «убывающей шкалы HP», но при этом, в отличие от более поздних игр серии, есть случайные встречи. Рецензент высказал мнение, что баланс недоработан, поскольку рост характеристик персонажей и уровня сложности по мере прохождения плохо между собой согласованы. Компания Rose Colored Gaming, которая имела собственное производство картриджей для NES, отмечала, что японская версия была сложнее, чем невыпущенная англоязычная. Рамос с RPGamer тоже увидела подобные огрехи с балансом, чрезмерно утомительными и частыми боями, сложными противниками и необходимость в длительном гринде и чересчур большие и запутанные подземелья. На сайте 1UP.com писали, что в сравнении с EarthBound Mother была хуже практически по всем параметрам, просто клоном японских ролевых игр того времени, в то время как сиквел стал сатирической деконструкцией ролевых игр как таковых. Пэриш утверждал, что историческая ценность игры состоит не столько в её значимости как игры, сколько в пробуждении интереса у игроков к эмуляции игровых консолей и к поиску и сохранению невыпущенных игр.
Mother была переиздана на сборнике Mother 1+2 для портативной игровой консоли Game Boy Advance в 2003 году. В данном переиздании используется расширенная концовка из невыпущенного англоязычного прототипа, но на японском, кроме того, в ней улучшены интерфейс и управление. На сайте Starmen.net фанаты создали хак игры, в котором перерисовали графику, внесли изменения в игровой процесс и исправили ошибки перевода диалогов.